# Tim Tiedemann
Tim Tiedemann, in alcune produzioni accreditato come Tim Tröger o Troeger (Amburgo, 3 luglio 1994), è un attore tedesco.

## Carriera
Tiedemann è conosciuto soprattutto per aver recitato nel ruolo di Laurenz Krogmann nella quinta e nella sesta stagione telefilm poliziesco per bambini Grani di pepe, ma nella sua ancor giovane carriera ha recitato anche in molte altre serie televisive, di cui le più importanti sono indubbiamente le poliziesche Tatort e Hamburg Distretto 21 e quella sul calcio Tefeulkicker, nel quale interpretava il ruolo di Mark. Tim è inoltre apparso in numerosi spot pubblicitari, nonché in diversi musical per bambini.

## Filmografia

### Cinema
- Aiuto sono un ragazzo (Hilfe, ich bin ein Junge), regia di Oliver Dommenget (2002)
- Teufelskicker, regia di Granz Henman (2010)

### Televisione
- Tatort - serie TV, episodio 1x496 (2002)
- Die Rettungsflieger - serie TV, episodio 7x1 (2003)
- 14º Distretto (Großstadtrevier) - serie TV, episodio 15x13 (2003)
- La nostra amica Robbie (Hallo Robbie!) - serie TV, episodio 3x6 (2004)
- Neger neger, Schornsteinfeger! - film TV, regia di Jörg Grünler (2006)
- Die Anwälte - serie TV, episodi 1x1-1x2-1x4 (2008)
- Hamburg Distretto 21 (Notruf Hafenkante) - serie TV, episodio 4x19 (2010)
- Grani di pepe (Die Pfefferkörner) - serie TV, 28 episodi (2008-2010)